# ديفيد كوان (سياسي)
ديفيد كوان هو شخصية أعمال وفلاح وسياسي كندي، ولد في 1742، وتوفي في 1828.